# Nejc Pečnik
Nejc Pečnik (Dravograd, 3 januari 1986) is een Sloveens voetballer die als aanvaller en aanvallende middenvelder speelt. Hij staat sinds 2015 onder contract bij de Japanse club JEF United Chiba na eerder onder meer gespeeld te hebben voor Sparta Praag, CD Nacional en Krylja Sovetov Samara.

## Interlandcarrière
Onder leiding van bondscoach Matjaž Kek maakte Pečnik zijn debuut voor de nationale ploeg van Slovenië op 1 april 2009 in de WK-kwalificatiewedstrijd tegen Noord-Ierland (1–0) in Belfast. Pečnik viel in dat duel na 77 minuten in voor Andraž Kirm. Hij nam met zijn vaderland deel aan het WK voetbal 2010 in Zuid-Afrika.

## Erelijst
NK Celje
- Beker van Slovenië

2005
 Rode Ster Belgrado
- Superliga

2013/14